# Trefarvet hejre
Trefarvet hejre (latin: Egretta tricolor) er en fugleart, der lever ved Amerikas varme kyster.